# Japans kampioenschap wielrennen op de weg
Het Japans kampioenschap wielrennen op de weg is een jaarlijkse wielerwedstrijd op de weg in Japan. In dit kampioenschap rijden renners met de Japanse nationaliteit voor de nationale titel. Er wordt zowel een rit in lijn gereden als een tijdrit. Zowel bij de mannen als de vrouwen worden de kampioenschappen gereden. De kampioen draagt een trui in de kleuren van de vlag van Japan.

## Mannen

### Wegwedstrijd
| Jaar | Goud               | Zilver           | Brons              |
| ---- | ------------------ | ---------------- | ------------------ |
| 1998 | Tomokazu Fujino    | Yoshiyuki Abe    | Kazuyuki Manabe    |
| 1999 | Tomokazu Fujino    | Junichi Shibuya  | Osamu Sumida       |
| 2000 | Yoshiyuki Abe      | Osamu Sumida     | Kazuya Okazaki     |
| 2001 | Yasutaka Tashiro   | Mitsuteru Tanaka | Tomoya Kano        |
| 2002 | Shinri Suzuki      | Kazuya Okazaki   | Junichi Shibuya    |
| 2003 | Shinichi Fukushima | Hidenori Nodera  | Kazuyuki Manabe    |
| 2004 | Yasutaka Tashiro   | Shinri Suzuki    | Hidenori Nodera    |
| 2005 | Hidenori Nodera    | Yasutaka Tashiro | Kazuyuki Manabe    |
| 2006 | Fumiyuki Beppu     | Hidenori Nodera  | Shinri Suzuki      |
| 2007 | Yukiya Arashiro    | Hidenori Nodera  | Takashi Miyazawa   |
| 2008 | Hidenori Nodera    | Kazuo Inoue      | Shinichi Fukushima |
| 2009 | Taiji Nishitani    | Takashi Miyazawa | Hidenori Nodera    |
| 2010 | Takashi Miyazawa   | Shinri Suzuki    | Hidenori Nodera    |
| 2011 | Fumiyuki Beppu     | Yukiya Arashiro  | Miyataka Shimizu   |
| 2012 | Yukihiro Doi       | Nariyuki Masuda  | Miyataka Shimizu   |
| 2013 | Yukiya Arashiro    | Miyataka Shimizu | Nariyuki Masuda    |
| 2014 | Junya Sano         | Kazuo Inoue      | Genki Yamamoto     |
| 2015 | Kazushige Kuboki   | Yusuke Hatanaka  | Nariyuki Masuda    |
| 2016 | Shō Hatsuyama      | Ryōta Nishizono  | Keisuke Kimura     |
| 2017 | Yusuke Hatanaka    | Fumiyuki Beppu   | Keisuke Kimura     |
| 2018 | Genki Yamamoto     | Junya Sano       | Yudai Arashiro     |
| 2019 | Shotaro Iribe      | Yukiya Arashiro  | Kohei Yokotsuka    |
|      |                    |                  |                    |
| 2021 | Keigo Kusaba       | Nariyuki Masuda  | Hideto Nakane      |
| 2022 | Yukiya Arashiro    | Yudai Arashiro   | Masaki Yamamoto    |
| 2023 | Masaki Yamamoto    | Atsushi Oka      | Genki Yamamoto     |
| 2024 | Marino Kobayashi   | Sohei Kaneko     | Masaki Yamamoto    |
| 2025 | Marino Kobayashi   | Genki Yamamoto   | Sohei Kaneko       |

### Tijdrit
| Jaar | Goud                        | Zilver                      | Brons                       |
| ---- | --------------------------- | --------------------------- | --------------------------- |
| 1999 | Yoshiyuki Abe               | Makoto Iijima               | Tomoya Kano                 |
| 2000 | Kampioenschap niet gehouden | Kampioenschap niet gehouden | Kampioenschap niet gehouden |
| 2001 | Akira Kakinuma              | Yoshiyuki Abe               | Ken Hashikawa               |
| 2002 | Kazuya Okazaki              | Tomoya Kano                 | Akira Kakinuma              |
| 2003 | Kazuya Okazaki              | Makoto Iijima               | Ken Hashikawa               |
| 2004 | Makoto Iijima               | Yoshiyuki Abe               | Masahiko Mifune             |
| 2005 | Makoto Iijima               | Kazuhiro Mori               | Tomoya Kano                 |
| 2006 | Fumiyuki Beppu              | Makoto Iijima               | Kazuya Okazaki              |
| 2007 | Kazuya Okazaki              | Taiji Nishitani             | Tomoya Kano                 |
| 2008 | Kazuya Okazaki              | Taiji Nishitani             | Tomoya Kano                 |
| 2009 | Kazuhiro Mori               | Makoto Iijima               | Taiji Nishitani             |
| 2010 | Shinichi Fukushima          | Nara Motoi                  | Makoto Iijima               |
| 2011 | Fumiyuki Beppu              | Junya Sano                  | Ryōta Nishizono             |
| 2012 | Ryōta Nishizono             | Junya Sano                  | Taiji Nishitani             |
| 2013 | Masatoshi Ōba               | Ryōta Nishizono             | Kazushige Kuboki            |
| 2014 | Fumiyuki Beppu              | Junya Sano                  | Genki Yamamoto              |
| 2015 | Ryūtarō Nakamura            | Nariyuki Masuda             | Ryōta Nishizono             |
| 2016 | Ryōta Nishizono             | Junya Sano                  | Nariyuki Masuda             |
| 2017 | Ryōta Nishizono             | Junya Sano                  | Rei Onodera                 |
| 2018 | Kazushige Kuboki            | Ryo Chikatani               | Yuma Koishi                 |
| 2019 | Nariyuki Masuda             | Atsushi Oka                 | Fumiyuki Beppu              |
|      |                             |                             |                             |
| 2021 | Nariyuki Masuda             | Masaki Yamamoto             | Hideto Nakane               |
| 2022 | Sohei Kaneko                | Yuma Kaishi                 | Yukiya Arashiro             |
| 2023 | Yuma Kaishi                 | Masaki Yamamoto             | Yukiya Arashiro             |
| 2024 | Sohei Kaneko                | Taishi Miyazaki             | Yukiya Arashiro             |
| 2025 | Shunsuke Imamura            | Sohei Kaneko                | Yuma Koishi                 |

## Vrouwen

### Wegwedstrijd
| Jaar | Goud            | Zilver           | Brons           |
| ---- | --------------- | ---------------- | --------------- |
| 1998 | Miho Masuchi    | Ayumu Otsuka     | Kaori Sakashita |
| 1999 | Miho Oki        | Ayumu Otsuka     | Akemi Morimoto  |
| 2000 | Miho Oki        | Akemi Morimoto   | Kanako Nishi    |
| 2001 | Miho Oki        | Akemi Morimoto   | Tamamo Nakamura |
| 2002 | Miho Oki        | Miyoko Karami    | Ayumu Otsuka    |
| 2003 | Miho Oki        | Akemi Morimoto   | Hiroko Nambu    |
| 2004 | Miho Oki        | Miyoko Karami    | Akemi Morimoto  |
| 2005 | Miho Oki        | Miyoko Karami    | Masami Mashimo  |
| 2006 | Miho Oki        | Mayuko Hagiwara  | Satomi Wadami   |
| 2007 | Miho Oki        | Ayako Toyooka    | Masami Mashimo  |
| 2008 | Miho Oki        | Yuka Yamashima   | Mayuko Hagiwara |
| 2009 | Kanako Nishi    | Akemi Morimoto   | Rie Enomoto     |
| 2010 | Mayuko Hagiwara | Kanako Nishi     | Rie Katayama    |
| 2011 | Mayuko Hagiwara | Rie Katayama     | Kanako Nishi    |
| 2012 | Mayuko Hagiwara | Eri Yonamine     | Hiromi Kaneko   |
| 2013 | Eri Yonamine    | Hiromi Kaneko    | Mayuko Hagiwara |
| 2014 | Mayuko Hagiwara | Eri Yonamine     | Yumiko Gōda     |
| 2015 | Mayuko Hagiwara | Eri Yonamine     | Hiromi Kaneko   |
| 2016 | Eri Yonamine    | Mayuko Hagiwara  | Yūmi Kajiwara   |
| 2017 | Eri Yonamine    | Miyoko Karami    | Hiromi Kaneko   |
| 2018 | Eri Yonamine    | Hiromi Kaneko    | Tsubasa Makise  |
| 2019 | Eri Yonamine    | Hiromi Kaneko    | Shoko Kashiki   |
|      |                 |                  |                 |
| 2021 | Miki Uetake     | Hiromi Kaneko    | Urara Kawaguchi |
| 2022 | Shoko Kashiki   | Eri Yonamine     | Hiromi Kaneko   |
| 2023 | Eri Yonamine    | Tsubasa Makise   | Akasi Kobayashi |
| 2024 | Eri Yonamine    | Yurine Kinoshita | Yui Ishida      |
| 2025 | Akari Kobayashi | Akari Kawada     | Yoshiko Ishii   |

### Tijdrit
| Jaar      | Goud                        | Zilver                      | Brons                       |
| --------- | --------------------------- | --------------------------- | --------------------------- |
| 1998      | Ayumu Otsuka                | Kumi Sugimura               | Mika Ogishima               |
| 1999      | Kumi Sugimura               | Mika Ogishima               | Kanako Ito                  |
| 2000–2001 | Kampioenschap niet gehouden | Kampioenschap niet gehouden | Kampioenschap niet gehouden |
| 2002      | Ayumu Otsuka                | Miyoko Karami               | Kumi Sugimura               |
| 2003      | Kampioenschap niet gehouden | Kampioenschap niet gehouden | Kampioenschap niet gehouden |
| 2004      | Miyoko Karami               | Satoko Sato                 | Anna Miyazaki               |
| 2005      | Miyoko Karami               | Mayuko Hagiwara             |                             |
| 2006      | Miho Oki                    | Miyoko Karami               |                             |
| 2007      | Miho Oki                    | Ayako Toyooka               | Masami Mashimo              |
| 2008      | Mayuko Hagiwara             | Miyoko Karami               | Ayako Toyooka               |
| 2009      | Mayuko Hagiwara             | Remi Inoue                  | Minami Uwano                |
| 2010      | Mayuko Hagiwara             | Ayako Toyooka               | Kiriki Hori                 |
| 2011      | Mayuko Hagiwara             | Minami Uwano                | Remi Inoue                  |
| 2012      | Mayuko Hagiwara             | Eri Yonamine                | Minami Uwano                |
| 2013      | Eri Yonamine                | Mayuko Hagiwara             | Minami Uwano                |
| 2014      | Mayuko Hagiwara             | Eri Yonamine                | Minami Uwano                |
| 2015      | Eri Yonamine                | Mayuko Hagiwara             | Hiromi Kaneko               |
| 2016      | Eri Yonamine                | Yūmi Kajiwara               | Mayuko Hagiwara             |
| 2017      | Eri Yonamine                | Yūmi Kajiwara               | Miyoko Karami               |
| 2018      | Eri Yonamine                | Miyoko Karami               | Anna Ito                    |
| 2019      | Eri Yonamine                | Sae Fukuda                  | Minami Uwano                |
|           |                             |                             |                             |
| 2021      | Shoko Kashiki               | Yuno Ishigami               | Yui Ishida                  |
| 2022      | Shoko Kashiki               | Anna Iwamoto                | Kasuga Watabe               |
| 2023      | Yui Ishida                  | Maho Kakita                 | Kokoro Okura                |
| 2024      | Yui Ishida                  | Kasuge Watabe               | Hiromi Ohori                |
| 2025      | Yumi Kajihara               | Karin Abe                   | Honoka Morimoto             |